# Гірченко Яків Архипович
Яків Архипович Гірченко (нар. 1903, село Лиман Перший, тепер Решетилівського району Полтавської області — ?) — український радянський діяч, голова колгоспу імені Сталіна Решетилівського району Полтавської області. Депутат Верховної Ради СРСР 2—3-го скликань (у 1949—1954 роках).

## Життєпис
Народився в бідній селянській родині. З дитячих років наймитував у заможних селян. З 1921 по 1935 рік працював у кооперативних і заготівельних організаціях на Полтавщині.
У 1935—1941 роках — голова колгоспу імені Сталіна села Демидівки Решетилівського району Полтавської області.
Член ВКП(б) з 1938 року.
З червня 1941 року — в Червоній армії, учасник німецько-радянської війни. Під час оборони Москви в 1942 році був легко поранений і контужений. З серпня 1942 по 1944 рік служив командиром транспортної роти 618-го стрілецького полку 215-ї стрілецької дивізії Центрального, Західного і 3-го Білоруського фронтів. З весни 1944 року працював агрономом у підсобному господарстві 215-ї стрілецької дивізії. З серпня 1945 року — командир транспортної роти 618-го стрілецького полку 215-ї стрілецької дивізії 5-ї армії 1-го Далекосхідного фронту, учасник радянсько-японської війни.
З 1946 року — голова колгоспу імені Сталіна (потім — «Прапор комунізму») села Демидівки Решетилівського району Полтавської області.
Потім — на пенсії в селі Демидівці Решетилівського району Полтавської області.

## Звання
- лейтенант адміністративної служби

## Нагороди
- орден Трудового Червоного Прапора (26.02.1958)
- три ордени Червоної Зірки (14.01.1944, 30.09.1945,)
- орден Вітчизняної війни І ст. (6.11.1985)
- Велика срібна медаль Всесоюзної сільськогосподарської виставки (1939)
- медалі